# Pasmo Policy

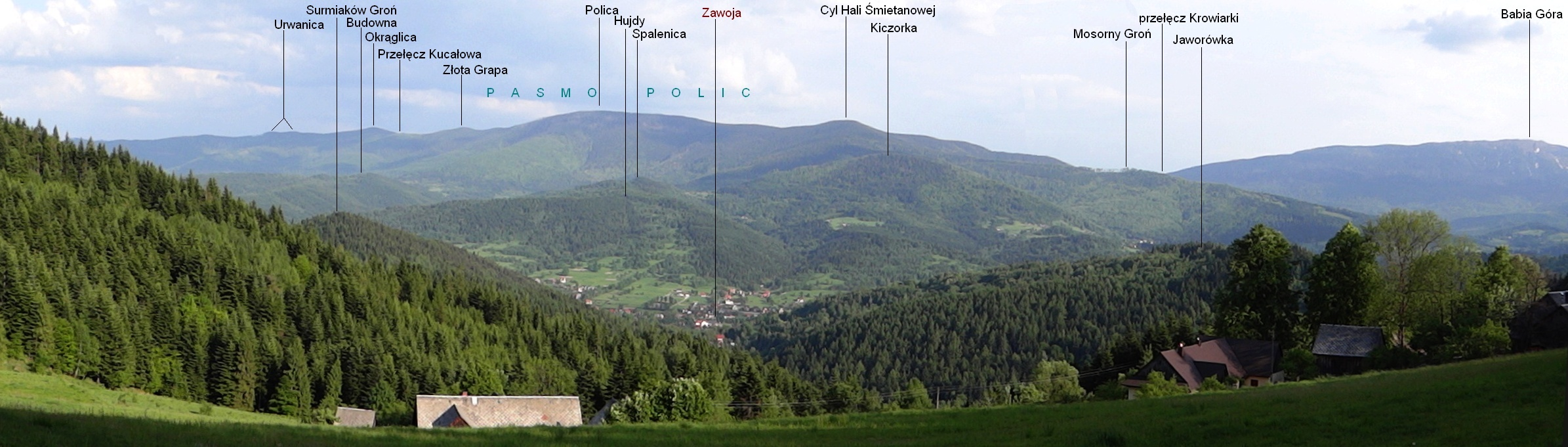
Widok na Pasmo Policy spod Solnisk

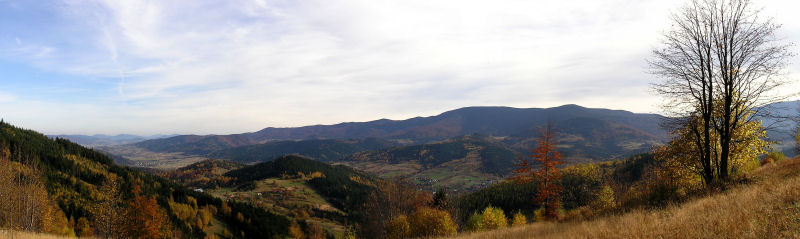
Widok z Kiczory na Pasmo Policy

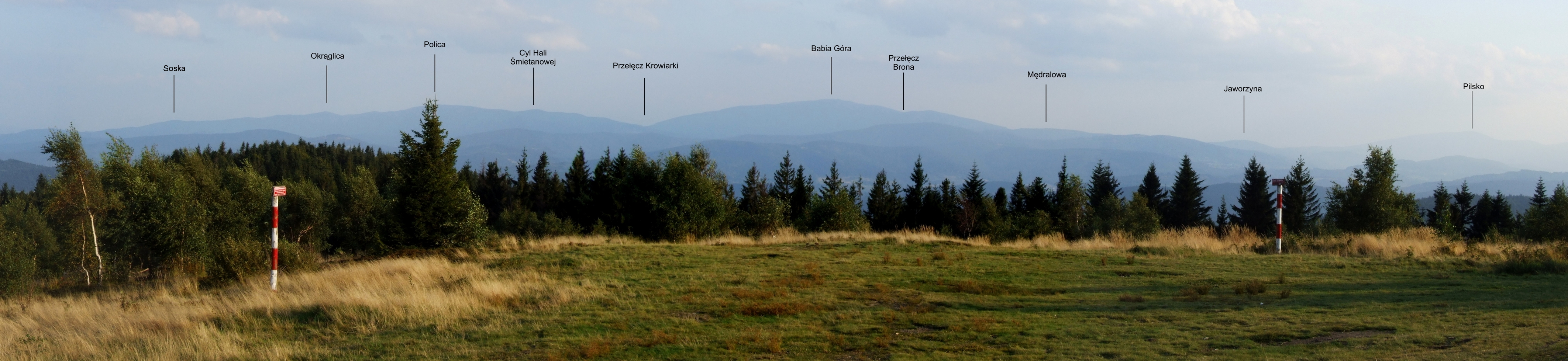
Pasmo Polic widoczne na panoramie z Leskowca

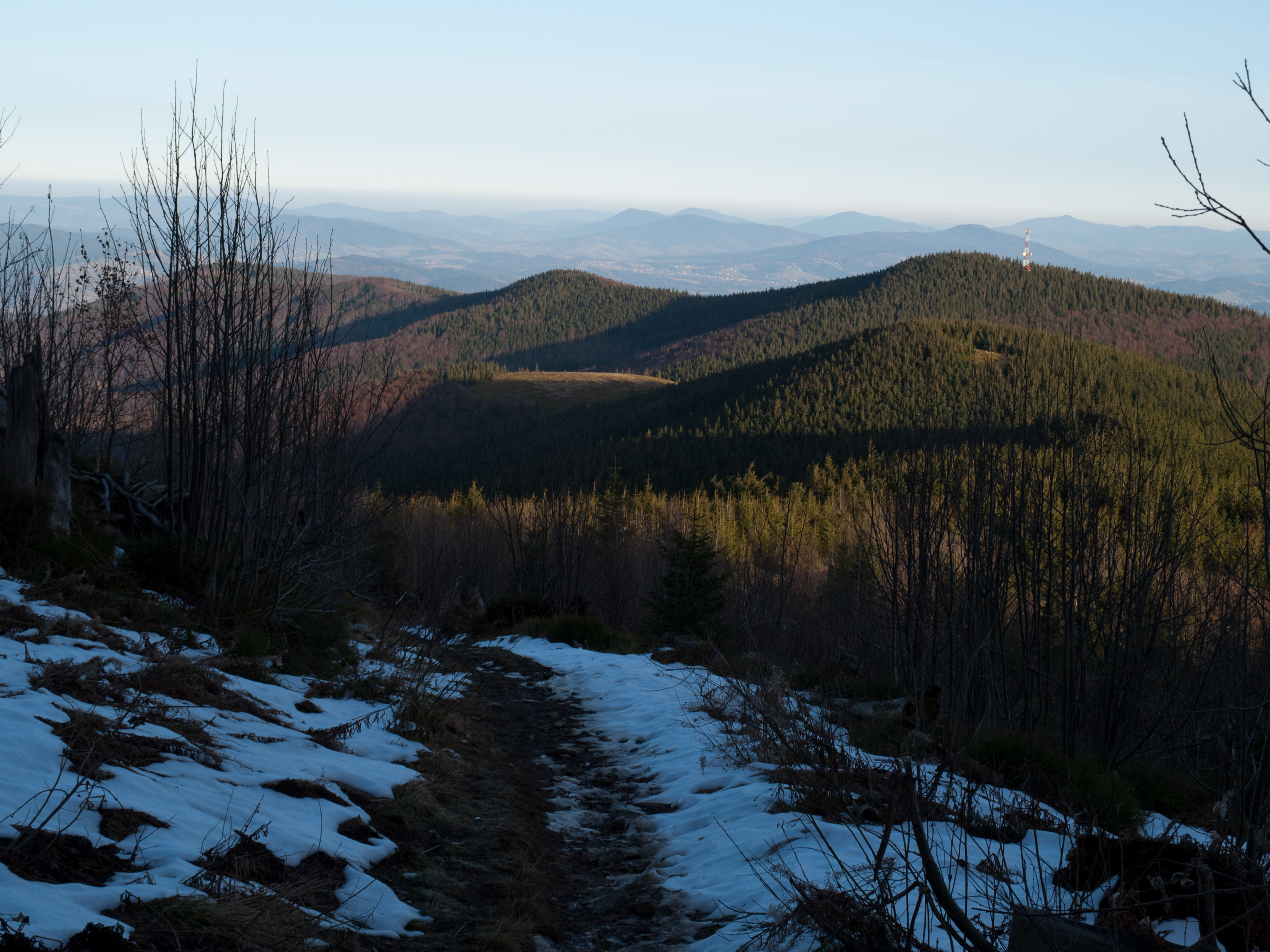
Okrąglica, widok spod Policy

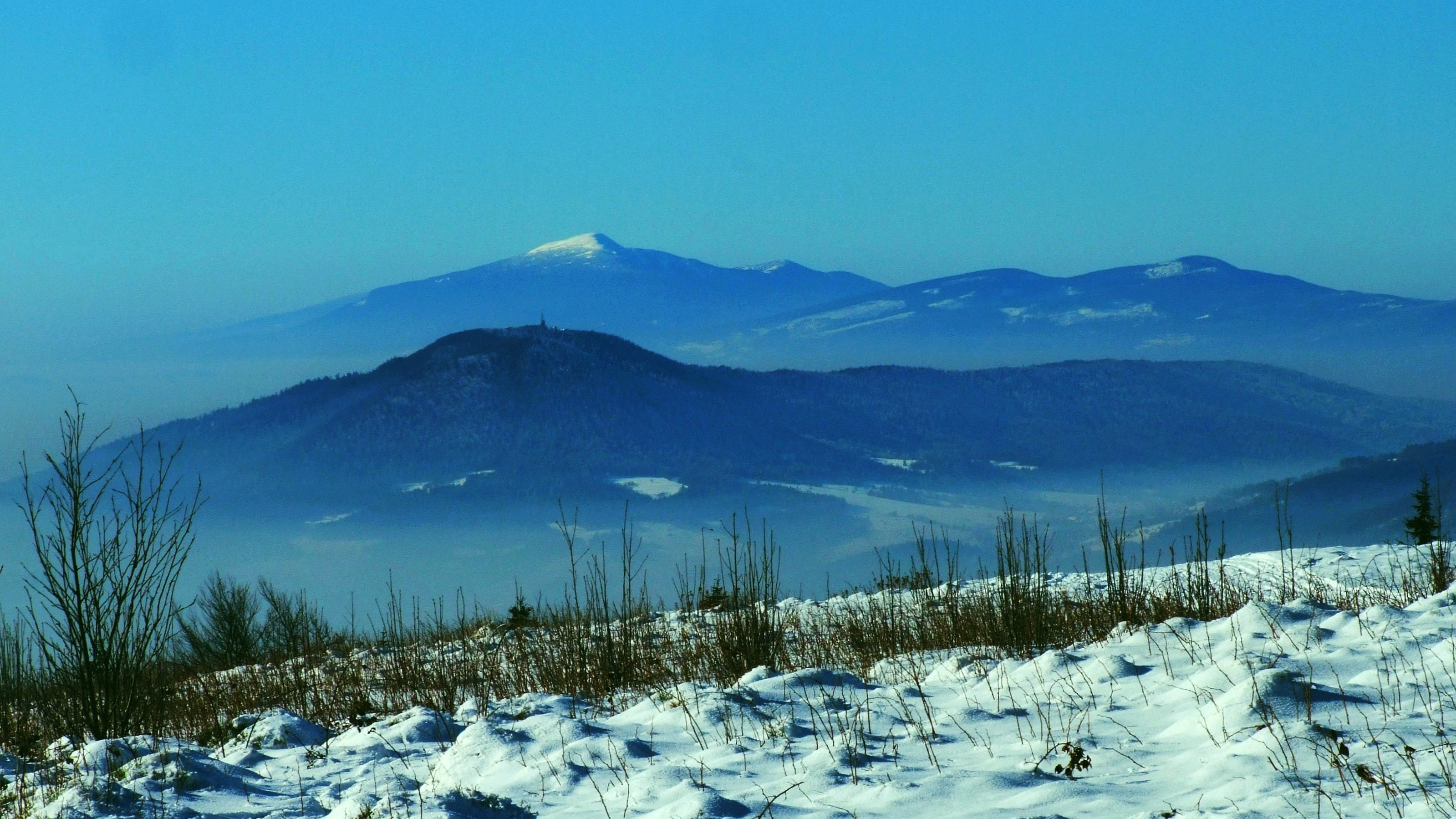
Babia Góra i Pasmo Policy. Pod Babią Górą Luboń Wielki

Pasmo Policy – pasmo górskie w Beskidach Zachodnich. Nazwa pochodzi od najwyższego szczytu – Polica (1369 m). Dawniej używano nazwy Pasmo Polic, gdyż Polica miała nazwę Police. Według Jerzego Kondrackiego, autora naukowo opracowanej regionalizacji geograficznej Polski wchodzi w skład Beskidu Żywieckiego, w nowszej regionalizacji z 2018 roku zaliczone zostało do Beskidu Żywiecko-Orawskiego.

## Topografia
Pasmo Policy zaczyna się od przełęczy Krowiarki, skąd jego długi grzbiet przez Policę biegnie w północno-wschodnim kierunku kończąc się w dolinie Skawy koło Osielca. Najwyższym szczytem jest Polica (1368 m). Poczynając od przełęczy Krowiarki mapa Geoportalu podaje kolejno następujące szczyty i przełęcze w Paśmie Policy: Syhlec, Głowniak, Piekielnicka, Brożki, Pólko, Kiczorka (Cyl Hali Śmietanowej), Polica, Cupel, Jasna Grapa, Kocia Łapa, Kucałowa Przełęcz, Okrąglica, Urwanica, Krupówka, Soska, Naroże (Narozie), przełęcz Malinowe, Judaszka, Drobny Wierch, Cupel, Gawroń. Łączna długość grzbietu Pasma w linii wschód-zachód liczy ponad 15 kilometrów.
Północno-zachodnie stoki Pasma Policy opadają do doliny Skawicy, w której znajdują się miejscowości Zawoja i Skawica, stoki południowo-wschodnie natomiast opadają do dwóch potoków (i ich dopływów) spływających w przeciwnych kierunkach. Jest to potok Zubrzyca znajdujący się w zlewisku Morza Czarnego i Bystrzanka znajdująca się w zlewisku Bałtyku. Przez południowo-zachodnią część Pasma Policy biegnie bowiem Wielki Europejski Dział Wodny między tymi morzami. Od Krowiarek biegnie on do Policy i tutaj zakręca bocznym grzbietem Czernica (Czyrńca) na Przełęcz Zubrzycką i dalej na Pasmo Żeleźnicy w Beskidzie Orawsko-Podhalańskim. U południowo-wschodnich podnóży Pasma Policy położone są miejscowości Zubrzyca Górna i Sidzina. Pasmo stanowi fragment karpackiego korytarza ekologicznego, jednego z dwóch głównych korytarzy ekologicznych w Polsce.

## Historia
W okresie Galicji Głównym Europejskim Działem Wodnym przez zachodnią część Pasma Policy od przełęczy Krowiarki do Policy, potem przez Czernica (Czyrńca) do (Przełęczy Zubrzyckiej) biegła granica galicyjsko-węgierska. W czasie II wojny światowej na mocy porozumienia między III Rzeszą a Słowacją pod rządami księdza Tiso granicę tę odtworzono i oddzielała ona Niemcy od Słowacji. Ustawiono na niej granitowe słupki graniczne z literami D (Deutschland) i S (Slovensko). Po II wojnie światowej słupki obalono. Zdarza się jeszcze gdzieniegdzie na grzbiecie Pasma Policy je spotkać.

## Opis pasma
Pasmo charakteryzuje się wyraźną asymetrią budowy – północne stoki są bardzo strome, z kolei stoki południowe – łagodne. Obecnie większą część pasma pokrywają lasy. Nie zawsze jednak tak było. W okresie przeludnienia Podhala Pasmo Policy, podobnie, jak i inne góry Beskidów było znacznie bardziej bezleśne. Pola i zabudowania ludzkie wysoko wspinały się na stoki gór. Część pól uprawiano, te gorsze i wyżej położone wykorzystywano pod wypas licznych stad owiec i bydła. Na polanach i górskich halach znajdowały się osiedla ludzkie i szałasy. Dzisiaj pola uprawia się już tylko na niżej położonych stokach, zaprzestano wypasu na wysoko położonych polanach, pustoszeją wysoko położone osiedla ludzkie, a ich domy są zamieniane na domki letniskowe. Niekoszone i niewypasane łąki i polany zarastają lasem, szałasy butwieją. Za to monotonię lasów przerywają stale powstające wiatrołomy, ostało się też jeszcze kilka polan. W szczytowych partiach Policy w 1972 roku utworzono rezerwat im. prof. Klemensiewicza, a w 1998 roku – rezerwat przyrody Na Policy. Z rzadkich roślin występuje m.in. tojad mocny morawski.

## Turystyka
Głównym grzbietem pasma biegnie Główny Szlak Beskidzki. Dołącza do niego kilka szlaków wychodzących z miejscowości położonych u podnóża pasma. Działa tam jedno schronisko turystyczne: schronisko PTTK na Hali Krupowej wybudowane w 1955 roku na miejscu funkcjonującego w latach 30. XX wieku schroniska PTT na Policy.